# Wilhelm von Kanitz
Wilhelm Graf von Kanitz (* 28. Juli 1846 in Podangen; † 10. Februar 1912 in Berlin) war ein preußischer Generalleutnant sowie Kommandeur der 20. Division in Hannover.

## Leben

### Herkunft
Wilhelm entstammte dem Adelsgeschlecht derer von Kanitz. Seine Eltern waren der General-Landschaftsdirektors von Ostpreußen, Mitglieds des Preußischen Abgeordnetenhauses sowie später des Preußischen Herrenhauses (1868–1877) Emil Carl Ferdinand Graf von Kanitz (1807–1877) und dessen Ehefrau Charlotte von Sydow (1820–1868) aus dem Hause Stolzenfelde in der Neumark. Er war Bruder der Parlamentarier Hans von Kanitz (1841–1913) und Georg von Kanitz (1842–1922) sowie des Generals Alexander von Kanitz (1838–1904).

### Militärkarriere
Kanitz besuchte die Klosterschule Roßleben und begann mit dem Studium der Rechtswissenschaften an der Universität Heidelberg, wo er Mitglied des Corps Saxoborussia wurde.
Am 18. Mai 1866 trat er als Fahnenjunker in die Ersatzeskadron des 2. Brandenburgischen Ulanen-Regiments Nr. 11 ein, wechselte zur mobilen Formation und nahm mit dieser am Krieg gegen Österreich teil. Im Januar 1867 wurde er in das Jäger-Bataillon Nr. 1 versetzt und mit dem 10. August 1867 zum Sekondeleutnant befördert. 1870/71 nahm er am Krieg gegen Frankreich teil, in dem er mit dem Eisernen Kreuz II. Klasse ausgezeichnet wurde. 1872 in das 1. Badische Leib-Grenadierregiment Nr. 109 versetzt, wurde Kanitz am 11. März 1873 Premierleutnant, 1874 Adjutant der 58. Infanterie-Brigade und ab Mai 1876 auf ein Jahr zur Dienstleistung beim Großen Generalstab kommandiert. 1877 folgte die Versetzung in das 2. Garde-Regiment zu Fuß. Dort wurde er 1880 Hauptmann und Kompaniechef und 1889 Major, 1891 Kommandeur des Füsilier-Bataillons, 1895 Oberstleutnant beim Stabe und 1897 Oberst. Am 27. Januar 1898 wurde Kanitz zum Kommandeur des Königin Augusta Garde-Grenadier-Regiments Nr. 4 ernannt. 1901 wurde er mit der Führung der 39. Infanterie-Brigade in Hannover beauftragt und mit der Beförderung zum Generalmajor am 16. Juni 1901 zum Brigadekommandeur ernannt. Am 27. Januar 1905 wurde er zum Generalleutnant befördert und mit der Führung der 20. Division beauftragt. 1906 wurde er auf sein Ansuchen zur Disposition gestellt.
1907 übernahm er den Vorsitz des Verwaltungsausschusses der Kaiser-Wilhelm-Stiftung für deutsche Invaliden.
Kanitz heiratete am 6. Juli 1872 Asta Caroline Charlotte von Kunheim (* 27. Dezember 1851). Die Ehe blieb kinderlos.